# Cyathea squamulosa
Cyathea squamulosa är en ormbunkeart som först beskrevs av Losch, och fick sitt nu gällande namn av Robbin C. Moran. Cyathea squamulosa ingår i släktet Cyathea och familjen Cyatheaceae. Inga underarter finns listade.